# Dieppe-sous-Douaumont
Dieppe-sous-Douaumont is een gemeente in het Franse departement Meuse in de regio Grand Est en telt 163 inwoners (2004). De plaats maakt deel uit van het arrondissement Verdun.

## Geschiedenis
De gemeente maakte deel uit van het kanton Étain tot Dieppe-sous-Douaumont op 22 maart 2015 werd opgenomen in het op die dag gevormde kanton Belleville-sur-Meuse.

## Geografie
De oppervlakte van Dieppe-sous-Douaumont bedraagt 15,5 km², de bevolkingsdichtheid is 10,5 inwoners per km².
De onderstaande kaart toont de ligging van Dieppe-sous-Douaumont met de belangrijkste infrastructuur en aangrenzende gemeenten.

## Demografie
Onderstaande figuur toont het verloop van het inwonertal (bron: INSEE-tellingen).